# 최진갑
최진갑(崔震甲 1954년~)은 부산고등법원장 등을 역임한 법조인이다.

## 생애
1954년 경상남도 사천시에서 태어난 최진갑은 경기고등학교와 서울대학교 법학과를 졸업하고 1976년 제18회 사법시험에 합격하여 사법연수원 8기를 수료하고 1981년 대구지방법원 판사에 임용되었다.
대법원 재판연구관을 지낸 것을 제외하면 주로 부산지방법원과 부산고등법원 등에서 판사를 하면서 법정에서의 대화와 토론을 강조하며 공판 중심주의에 충실하였을 뿐만 아니라  형사재판에서 피해자의 법정 진술권을 적극적으로 보장하면서도 선거사범과 뇌물죄 등에 대해서는 엄격한 판단을 하였던 최진갑은이후 법원장으로 승진하여 2005년 부산지방법원 동부지원 2009년 부산지방법원 2006년 창원지방법원 2010년 부산고등법원에서 법원장을 역임하고 법무법인 국제에서 대표 변호사를 하고 있다.
부산지방법원에서 영장 판사를 하던 1996년에 구속만료 25분 전에 청구된 영장이 기각되자 검찰이 증거를 보강하여 재청구한 것을 기각하면서 "새로운 증거로서의 가치가 없는 형식적인 증거보강이 됐다 하여 피의자를 재구속하는 것은 절차와 요건을 정하는 형사소송법 제208조의 취지를 침해할 우려가 크다"고 했던 최진갑은 부산고등법원장에 재직하던 2011년에 전국공무원노조 법원본부는 "시국대회에 참가했다가 기소돼 벌금형을 선고받은 법원노조 본부장을 확정판결이 있기 전에 해임했다"는 이유로 부적격한 대법관 후보자로 지명하였다.

## 주요 판결
- 부산지방법원 형사3부 재판장으로 재직하던 1995년 8월 8일에 부산항 컨테이너 배후 수송 고가 도로공사에 불량 자재를 납품한 동국제강 포항공장장과 품질관리과장에 대해 "시공회사에 불량 철골구조물을 납품하여 대형사고의 위험을 초래하고 막대한 공사비를 들인 대형 공사를 중단하게 했다."는 이유로 특정경제범죄 가중처벌법을 적용해 각각 징역2년을 선고했다.[4]

- 부산고등법원 제1형사부 재판장으로 재직하던 2001년 2월 1일에 대한민국 제16대 국회의원 선거에서 선거홍보물을 유권자들에게 배포하여 1심에서 벌금 80만원을 선고받은 김정길에 대해 원심을 깨고 벌금 150만원을 선고했으며[5] 3월 22일에 같은 지역구에서 출마한 새천년 민주당 송정섭 후보에게 "생활비에 보태쓰라"며 500만원을 건넸다가 1심에서 벌금 80만원이 선고된 김무성에 대해 "상대당 후보를 돕기 위한 인간적인 호의로 돈을 건넸다고 하지만 명백한 기부행위에 해당된다"며 유죄를 인정하면서도 "피고인 부친과 유대관계가 있는데다 유권자가 아닌 상대당 후보에게돈을 건넸고 상대 후보가 고소를 취하한 점, 물의를 빚은데 대해 스스로깊이 반성하고 있는 점 등을 감안해 양형부 당을 이유로 제기한 검찰의 항소를 기각한다"고 했다.[6] 5월 10일에 유권자에게 금품을 살포하기 위해 선거사무원에게 돈을 전하여 1심에서 징역 1년을 선고받은 김호일의원의 부인 이모씨에 대해 징역 8월을 선고했다.[7] 12월 1일에 부산과 경남, 대전, 천안 등지에서 강도살인 등 모두 23건의 범죄를 저질러 노인과 부녀자 등 9명을 살해하고 10명에게 중.경상을 입힌 인명피해와 함께 4억3천여만원 상당의 물적피해를 입힌 혐의로 구속기소돼 1심에서 사형이 선고된 정두영에 대해 "범행 현장에서 자신에게 조금만 반항하면 노인과 부녀자 등을 가리지 않고 흉기로 무차별적으로 살해하는 등 범행수법이 잔인하다"며 사형을 선고했다.[8]

- 부산지방법원 민사14부 재판장으로 재직하던 2004년 7월 1일에 "대흥간장 원 소유주의 조카 민씨가 대홍간장이라는 유사상표를 사용해 혼동을 일으켜 이익을 얻으려한 점이 인정된다"며 민씨의 요구를 기각하고 대홍간장 판매금지 가처분 결정을 인가했다.[9] 12월 1일에 부산 수영구 모 병원이 의료사고를 주장하며 병원 앞에서 집회·시위를 벌이고 있는 A(47)씨 등 4명을 상대로 제기한 영업방해금지 가처분신청에서 원고의 신청을 받아들여 "A씨는 병원 주변 등에서 농성을 할 수 없고, 병원 종사자들의 출입을 저지할 수 없으며, 꽹과리,징,확성기 등을 이용해 병원 업무를 방해하거나 입원환자들의 안온을 방해할 수 없고, 유인물 살포,벽보 게시,비방 방송 등을일정 범위를 넘어서는 집회·시위를 해서는 안 된다"는 결정을 했다.[10] 2005년 4월 22일에 부산항운노조를 상대로 노조 부위원장 이근택이  제기한 조합원 제명처분 효력정지가처분 신청사건에서 "이씨의 진술로 범죄 혐의가 인정된 현재의 상황을 비춰볼 때 이씨의 진술이 조합체제를 파괴한 것으로 볼 수 없다"며 "이씨의 조합임원 및 조합원 제명처분 무효확인 등 청구사건의 본안 판결 선고 시까지 조합이 이씨를 조합임원 및 조합원에서 제명처분한 효력을 정지한다"고 했다.[11]